# Mount Liard
Mount Liard ist ein 1770 m hoher Berg in der antarktischen Ross Dependency. In den Churchill Mountains ragt er 10 km östlich des Mount Durnford an der Nordflanke des McLay-Gletschers auf.
Das Advisory Committee on Antarctic Names benannte ihn 2003 nach dem US-amerikanischen Geographen Theodore J. Liard Jr. (1918–2002), unter anderem von 1949 bis 1980 Mitglied des United States Board on Geographic Names.